# Champ de gaz de Tangguh
Le gisement de Tangguh est situé dans la Baie de Bintuni dans la province Papouasie occidentale en Indonésie.  Ce champ de gaz contient 500 milliards de m³ de réserves prouvées en gaz naturel et les plus hautes estimations de ses réserves potentielles atteignent 800 milliards de m³.

## Historique
Le gisement est exploité par un consortium de majors internationales, dirigé par BP (37 %), la CNOOC (17 %) et la Mitsubishi Corporation (16,3 %). Les sociétés japonaises Nippon Energy, Kanematsu, Sumitomo et Nissho Iwai participent de façon minoritaire au projet.
Le gaz naturel extrait est transformé en GNL destiné aux clients asiatiques, principalement la Chine, la Corée du Sud et le Japon. Les premières exportations ont commencé en 2008 et ont permis de compenser la diminution du gisement d'Arun, alors que l'Indonésie doit honorer des contrats à long terme.